# Stenomesseae
Stenomesseae es una tribu perteneciente a la familia Amaryllidaceae. Es una tribu andina, caracterizada por un número cromosómico 2n=46 y por un paraperigonio bien desarrollado en la mayoría de los géneros. 

## Géneros
Tiene los siguientes géneros:
- Eucrosia - Mathieua - Phaedranassa - Rauhia - Stenomesson[1]